# Hul (Slovacchia)
Hul (in ungherese Hull) è un comune della Slovacchia facente parte del distretto di Nové Zámky, nella regione di Nitra.